# Escut d'Organyà
L'escut oficial d'Organyà té el següent blasonament:
Escut caironat: de sinople, un orgue d'or. Per timbre una corona mural de vila.
Va ser aprovat el 26 de març de 1996. L'orgue és un senyal parlant tradicional de l'escut de la vila.

## Bandera
La bandera oficial d'Organyà (Alt Urgell) té la següent descripció:
Bandera apaïsada, de proporcions dos d'alt per tres de llarg, de color verd fosc amb l'orgue groc de l'escut d'alçada 6/12 de la del drap, al centre.
Va ser aprovada el 3 de febrer del 2003 i publicada al DOGC núm. 3824 el 18 de febrer del mateix any. Està basada en l'escut de la localitat.